# It's Alive (album de Buckethead)
Cet article concerne l'album de Buckethead. Pour l'album des Ramones, voir It's Alive.
Pour les articles homonymes, voir It's Alive.
Albums de Buckethead
3 Foot Clearance
(2010) Empty Space
(2011)
It's Alive est le 31e album studio de Buckethead et le premier à faire partie de la série « Buckethead Pikes ». Plusieurs extraits d'environ 30 secondes ont été mis en ligne lors de sa sortie excluant les pistes « Peeling Out » et « Barnyard Banties ». L'album inclut deux pistes précédemment publiées sur le site officiel de Buckethead. La première s'intitule « Crack the Sky » et est dédiée au joueur de basketball Blake Griffin. Elle fut publiée le 17 février 2011. La deuxième, « Lebrontron », fut publiée le 10 mars 2011 et est encore une fois dédiée à un joueur de basketball qui cette fois est LeBron James.

## Liste des titres
| 1.    | Lebrontron           | 6:22 |
| 2.    | Tonka                | 3:16 |
| 3.    | Peeling Out          | 0:15 |
| 4.    | Barnyard Banties     | 2:27 |
| 5.    | Crack the Sky        | 5:06 |
| 6.    | The Hatch            | 3:59 |
| 7.    | Brooding Peeps       | 4:52 |
| 8.    | Picking the Feathers | 4:40 |
| 31:11 |                      |      |

## Remarques
- Il s'agit du premier album depuis Pepper's Ghost à inclure Buckethead sur la pochette de l'album.